# Paco de Lucía (stacja metra)
Paco de Lucía – stacja metra madryckiego, końcowa dla linii 9. Znajduje się w dzielnicy Mirasierra w dystrykcie Fuencarral-El Pardo, w północnej części miasta. Nazwa stacji upamiętnia gitarzystę Paco de Lucía, zmarłego w 2014 roku. Oddano ją do użytku 25 marca 2015 roku jako 301. stację w sieci. 
Stacja metra jest połączona z otwartą w 2018 roku stacją Mirasierra-Paco de Lucía kolei miejskiej i regionalnej Cercanías Madrid. 